# Diego Lorenzi (presbitero)
Diego Lorenzi (Valdastico, 14 novembre 1939) è un presbitero e missionario italiano, noto per essere stato il segretario personale di papa Giovanni Paolo I.

## Biografia
Il 20 maggio 1967 Lorenzi venne ordinato sacerdote ed entrò a far parte dell'Ordine dei Figli della Divina Provvidenza. Nel 1976 divenne segretario del cardinale Albino Luciani, futuro papa Giovanni Paolo I, e rimase suo segretario per il suo breve pontificato. Durante il suo periodo come segretario personale di Giovanni Paolo I, fu coadiuvato da John Magee, un sacerdote irlandese che poi sarebbe divenuto vescovo.

### Morte di Giovanni Paolo I
Dopo una delle suore che lavoravano nella casa pontificia e Magee, Lorenzi fu una delle prime persone ad apprendere della morte di Giovanni Paolo I, trentatré giorni dopo l'inizio del suo pontificato. Dopo aver appreso che il Papa era morto, ha telefonato al medico di Giovanni Paolo, nonostante le istruzioni del Segretario di Stato.  Prima della morte di Giovanni Paolo I, Lorenzi riferì che gli era stato detto dal medico personale del Papa che Giovanni Paolo era in ottima salute. Nonostante le teorie lo menzionino come motivo per sospettare un gioco scorretto nella morte di Giovanni Paolo I, Lorenzi ha respinto queste opinioni e ha affermato di credere che Giovanni Paolo sia morto per un attacco di cuore.

### Missionariato nelle Filippine
Nel 1996 Lorenzi fu inviato dai suoi superiori a Payatas, nelle Filippine, al servizio della comunità che conteneva la più grande discarica dell'Asia. Diego Lorenzi ora vive presso il Piccolo Cottolengo di Milano, istituto fondato da San Luigi Orione, tutt'oggi sede di una comunità religiosa e di varie opere ad esso annesse.